# 원피스의 에피소드 목록 (1부)
원피스는 오다 에이치로의 만화 시리즈로 전세계로 수출되어 다양한 언어로 번역되었으며, 애니메이션 등 미디어 프랜차이즈 제작으로 이어졌다. 악마의 열매를 먹고 고무 인간 능력을 지니게 된 소년 몽키 D. 루피가 전설 속의 보물 '원피스'를 찾아 '해적왕'이 되기 위하여 밀짚모자 해적단을 결성, 동료들과 함께 바다를 여행하며 수많은 모험에 나선다는 이야기이다. 일본에서는 1997년 7월 22일부터 슈에이샤에서 발행되는 소년만화 주간지 주간 소년 점프에서 연재되고 있으며, 1997년 12월 24일부터 단행본으로 출판되고 있다. 2023년 3월 기준 원피스의 총 에피소드수는 1000화 이상이며, 단행본은 105권이 발행되어, 권수로만 따지면 가장 오래 연재된 일본 만화 22위를 기록하고 있다.
대한민국 내 판권은 대원미디어에서 소유하고 있다. 정식 한국어판은 1998년 대원씨아이에서 발행되는 소년만화 주간지 주간 소년 챔프에서 연재되고 있으며, 1999년 1월부터 단행본이 나왔다. 2023년 5월 현재 105권까지 출판되었다.
2020년 일본 내 박스셋 발매와 함께 원피스의 줄거리 흐름은 공식적으로 총4부로 정리되었다. 제1부는 1권에서부터 32권까지이며, 이스트 블루 편, 알라바스타 편, 어인섬 편을 아우른다. 이 목록은 단행본 기준으로 묶인 1부의 에피소드 목록을 다룬다.

## 에피소드 목록
| 1. ROMANCE DAWN - 동터오는 모험시대 (ROMANCE DAWN —冒険の夜明け—) 2. 바로 이 사나이 밀짚모자 루피 (その男「麦わらのルフィ」) 3. 해적 사냥꾼 조로 등장! (「海賊狩りロロノア・ゾロ」登場) 4. 해군대령 도끼손 모건 (海軍大佐「斧手のモーガン」) 5. 해적왕과 대검객 (海賊王と大剣豪) 6. 첫번째 동지 (一人目) 7. 친구 (友達) 8. 나미 등장! (ナミ登場) |

| 1. 마녀 (魔性の女) 2. 술집에서 생긴 일 (酒場の一件) 3. 패주 (敗走) 4. 개 (犬) 5. 보물 (宝物) 6. 무모해!! (無謀っ!!) 7. 서막 8. 대결! 버기 해적단 (VERSUS!! バギー海賊団) 9. 수준차이 (格) |

| 1. 해적 광대 버기 (海賊「道化のバギー」) 2. 악마의 열매 (悪魔の実) 3. 도둑 철학 (泥棒道) 4. 마을 (町) 5. 니가 제일 희한해 (あんたが珍獣) 6. 캡틴 우솝 (キャプテン・ウソップ登場) 7. 허풍과 긍지 (偽れぬもの) 8. 거짓 충정 (ウソ800) 9. 캡틴 크로의 계략 (キャプテン・クロの一計) |

| 1. 도리 (筋) 2. 초승달 (三日月) 3. 비탈길 (坂道) 4. GREAT (GREAT!!!) 5. 진실 (真実) 6. 대흉 (大凶) 7. 소리없는 남자 (音無き男) 8. 집사 클래하들 (執事クラハドール) 9. 새로운 비탈길 (ネオ坂道) |

| 1. 쫓아라!! (追え!!) 2. 백계의 크로 (海賊「百計のクロ」) 3. 해적단 (海賊団) 4. 누구를 위하여 종은 울리나 (誰が為に鐘は鳴る) 5. 우솝 해적단 (ウソップ海賊団) | 1. 바다로 (海へ) 2. 요삭과 조니 (ヨサクとジョニー) 3. 상디 등장 (サンジ登場) 4. 세 명의 요리사 (三人のコック) |

| 1. 폭풍전야 (嵐前) 2. 초대받지 않은 손님 (招かれざる客) 3. 해적 함대 제독 클리크 (海賊艦隊提督「首領・クリーク」) 4. 그 항로, 포기해!! (その航路、やめときな) 5. 폭풍 (嵐) | 1. 각자의 길 (己々が路) 2. 롤로노아 조로 바다에 빠지다 (ロロノア・ゾロ海に散る) 3. 맹세 (誓い) 4. 고등어머리 1호 (サバガシラ１号) |

| 1. 파알님 (パールさん) 2. 정글 블러드 (JUNGLE BLOOD) 3. 그럴 순 없다 (やなこった) 4. 꿈이란 있는 걸까? (夢在るがゆえ) 5. 못된 늙은이 (クソジジイ) | 1. 상디의 은혜 (恩) 2. 최선의 방법 (ケジメ) 3. 귀신 (鬼) 4. MH5 |

| 1. 죽지 않아 (死なねェよ) 2. 대전창 (大戦槍) 3. 각오 (覚悟) 4. 이빨 빠진 창 (噛み殺した槍) 5. 스프 (スープ) | 1. 네 번째 동료 (４人目) 2. 아론 파크 (アーロンパーク) 3. 사나이 우솝의 대모험 (男ウソップ大冒険) 4. 만물의 영장 (万物の霊長) |

| 1. 분수를 알라 (分相応) 2. '위대한 항로'에서 온 괴물 (偉大なる航路から来た怪物) 3. 비즈니스 (仕事) 4. 해도와 인도 (海図と魚人) 5. 잠이나 자야겠다 (ねる) |

| 1. OK, Let's STAND UP! 2. 루피 IN BLACK (ルフィ IN BLACK) 3. 좀비 (ゾンビ) 4. 삼검류 대 육검류 (三刀流対六刀流) 5. 기사도 VS 인어 무술 (騎士道VS魚人空手) | 1. 끝난 거야!! (終わったんだ!!) 2. 죽자!!! (死んで!!!) 3. 교체 (交替) 4. 무엇을 할 수 있나? (何ができる) |

| 1. DARTS 2. 행복 (幸せ) 3. 밑으로 가겠습니다 (下へまいります) 4. 두 사람째 (二人目) 5. 돌아라 풍차 (まわれ風車) | 1. 동쪽 제일의 악당 (東一番の悪) 2. 3대 귀철 (三代鬼徹) 3. 암운 (暗雲) 4. 루피 죽다!! (ルフィが死んだ) |

| 1. 전설은 시작됐다 (伝説は始まった) 2. 리버스 마운틴 (リヴァースマウンテン) 3. 드디어 그랜드 라인 (さて、偉大なる航路) 4. 고래 (クジラ, "Kujira") 5. 약속의 언덕 (約束の岬) | 1. 기록지침 (記録指針) 2. 환영의 거리 (歓迎の町) 3. 달빛과 묘비 (月光と墓標) 4. 100인의 현상금 헌터 (100人の賞金稼ぎ) |

| 1. 책임문제 (責任問題) 2. 밤은 끝나지 않았다 (夜は終わらない) 3. 비밀범죄회사 (秘密犯罪会社) 4. 루피 VS 조로 (ルフィVSゾロ) 5. 걱정 마!!! (大丈夫!!!) | 1. 진로 (進路) 2. 모험의 리틀 가든 (冒険のリトルガーデン) 3. 엄청 크다 (でっけェ) 4. 도리와 브로기 (ドリーとブロギー) |

| 1. 누군가가 있다 (誰かいる) 2. 임기응변식의 (姑息) 3. 빨간 귀신이 울었다 (赤鬼が泣いた) 4. 알고 있었다 (わかっていた) 5. 죽은 자는 도움이 되지 않는다 (死人は役に立たぬ) | 1. 루피 VS Mr.3 (ルフィVSMr. 3) 2. 차가 맛있군 (お茶がうめェ) 3. 캔들 챔피언 (キャンドルチャンピオン) 4. 본능 (本能) |

| 1. 전보벌레 (電伝虫) 2. 긍지 (海賊旗) 3. 똑바로! (まっすぐ!!!) 4. 최고속도 (最高速度) 5. 브리기의 와포루 (ブリキのワポル) |

| 1. 눈사태 (雪崩) 2. 정상 (頂上) 3. 토니토니 쵸파 등장 (トニートニー・チョッパー登場) 4. 눈이 사는 성 (雪の住む城) 5. 돌팔이 의사 (ヤブ医者) | 1. 해골과 벚꽃 (ドクロと桜) 2. 서투름 (不器用) 3. 눈 이야기 (雪物語) 4. 이어지는 의지 (受け継がれる意志) |

| 1. 국방전 (国防戦) 2. 거짓말 (ウソッパチ) 3. 꺾이지 않아 (折れない) 4. RUMBLE (RUMBLE!!) 5. 로열 드럼 크라운 7연발 산탄 브리킹 캐논 (ロイヤルドラムクラウン７連散弾ブリキング大砲) | 1. 드럼의 하늘 (ドラムの空) 2. 만월 (満月) 3. 히루루크의 벚꽃 (ヒルルクの桜) 4. 알라바스타로 (アラバスタへ) 5. 해적 sir. 크로커다일 (海賊 サー・クロコダイル) |

| 1. 뉴하프를 만나다 (オカマ日和) 2. 에이스 등장 (エース登場) 3. 상륙 알라바스타 (上陸のアラバスタ) 4. 와라 (来いよ) 5. 스파이더즈 카페에서 8시 (スパイダーズカフェに８時) 6. 녹색 마을 에루마루 (緑の町エルマル) | 1. 모래의 나라의 모험 (砂の国の冒険) 2. 반란군의 도시 유바 (反乱軍の町ユバ) 3. 나라가 좋아 (国が好き) 4. 작전명 유토피아 (作戦名ユートピア) 5. 루피 VS 비비 (ルフィVSビビ) |

| 1. 전선 (戦線) 2. 꿈의 도시 '레인 베이스' (夢の町 レインベース) 3. 왕국 최강의 전사 (王国最強の戦士) 4. 시작되다 (始まる) 5. 반란군 리더 유자 (反乱軍統率者コーザ) | 1. 반란 (反乱) 2. 바나나악어 (バナナワニ) 3. Mr.프린스 (Mr. プリンス) 4. 해방 (解放) 5. Rush!! |

| 1. 3000만 VS 8100만 (3000万VS8100万) 2. LEVEL. G. L (그랜드 라인) (Level. G・L) 3. 결전은 아르바나에서 (決戦はアルバーナ) 4. 알라바스타 동물 랜드 (アラバスタ動物ランド) 5. 초 카루가모 퀴즈 (超カルガモクイズ) | 1. 노호 (怒号) 2. 카루 대장 (カルー隊長) 3. 두더지 무덤 4번가 (モグラ塚４番街) 4. 아, 그러셔 (へーそう) 5. 4 |

| 1. 호각 (互角) 2. 뉴하프 권법 (オカマ拳法) 3. 2 4. 크리마 택트 (天候棒) 5. 날씨를 조종하는 여자 (天候を操る女) | 1. 선풍 주의보 (旋風注意報) 2. 이상향 (理想郷) 3. 강철을 베다 (鉄を斬る) 4. Mr.무사도 (Mr.武士道) |

| 1. 1 2. 통솔자들 (統率者達) 3. 오후 4시 15분 (午後四時十五分) 4. HOPE!! 5. 물 루피 (水ルフィ) | 1. 니코 로빈 (ニコ・ロビン) 2. 왕가의 무덤 (王家の墓) 3. 악어같다 (ワニっぽい) 4. RED 5. 모래모래단 비밀기지 (砂砂団秘密基地) |

| 1. 점화 (点火) 2. 악몽 (悪夢) 3. 수호신 (守護神) 4. 넘어 가다 (越えて行く) 5. 0 6. 왕 (王) | 1. 몇 가지 정의 (いくつかの正義) 2. VIP 3. 모래 나라 탈출 작전 (砂の国脱出作戦) 4. Last Waltz 5. 비비의 모험 (ビビの冒険) |

## 같이 보기
- 원피스 (만화)
- 원피스의 단행본 목록
- 원피스의 미디어믹스 목록